# プランテーション・ソング
プランテーション・ソング（plantation songs）とは、アメリカ合衆国で南北戦争（1861年-65）以前の奴隷制時代に、農園で働いていた黒人奴隷の歌。スレイヴ・ソング（slave songs）と呼ばれることもある。日本語では農園歌と訳される。

## 概要
アメリカの奴隷制時代に黒人奴隷たちが、その苦しみの中から自然発生的に生み出した歌は「ニグロ・スピリチュアル」（The Negro Spirituals）と呼ばれていた。多くは南部の農園で働く奴隷たちが創作したものであることから、当初はプランテーション・ソングまたはスレイヴ・ソングと呼ばれていた。ほとんどは作曲者すら不明であり、深い哀愁ややるせない感情に彩られた曲想が特徴である。南北戦争後には、単に「スピリチュアル」と呼ばれることが多くなった。
スティーブン・フォスターは、こうした黒人霊歌風の作風で多くの曲を書いたが、突然の不作による黒人一家の離散の悲劇を描いた「ケンタッキーの我が家」をはじめ、「故郷の人々（スワニー河）」、「主人は冷たい土の中に」、「おおスザンナ」などもプランテーションソングと呼ばれる。当時は、まだ奴隷制度が残っていた頃であり、歌詞中に黒人を表す差別的な単語が用いられている。
当時はやっていた娯楽にミンストレル・ショーがあったが、これは歌とジョークを交えたショーで、まだ映画が普及する以前のアメリカで最も人気の高い娯楽であった。白人が顔を黒く塗り大仰なコスチュームを着て、こうしたプランテーション・ソングやクーン・ソングなどの黒人の民謡を歌い踊るという趣向であった。